# Rhodophiala andina
La añañuca de los volcanes (Rhodophiala andina), es una especie  de planta herbácea perenne, geófita, bulbosa, endémica de Chile.

## Descripción
Es una planta bulbosa y perennifolia que florece en Chile  con flores de color rojo, con seis pétalos, que alcanza un tamaño de 25 cm.

## Taxonomía
Rhodophiala andina fue descrita por el naturalista alemán radicado en Chile, Rodolfo Amando Philippi y publicado en  Anales de la Universidad de Chile 43: 543, en el año 1873.
Sinonimia
- Bathya andina (Phil.) Ravenna, Bot. Australis 2: 12 (2003.
- Famatina andina (Phil.) Ravenna, Pl. Life 37: 73. 1981.
- Hippeastrum andinum (Phil.) Baker, J. Bot. 16: 84. 1878.
- Amaryllis gayana (Kuntze) Traub & Uphof, Herbertia 5: 121. 1938.
- Amaryllis tenuiflora (Phil.) Traub & Uphof, Herbertia 5: 131. 1938.
- Hippeastrum gayanum Kuntze, Revis. Gen. Pl. 3(2): 311. 1898.
- Hippeastrum tenuiflorum Phil., Anales Univ. Chile 93: 154. 1896.
- Hippeastrum tenuifolium Phil., Anales Univ. Chile 93: 154. 1896.
- Phycella gayana (Kuntze) Traub, Pl. Life 9: 62. 1953.
- Rhodophiala tenuiflora (Phil.) Traub, Pl. Life 9: 59. 1953.[3]